# Internalisierung (Wirtschaft)
Internalisierung ist die Einbeziehung sozialer Zusatzkosten/-nutzen (Kostenrechnung), die durch externe Effekte (auch Externalitäten) verursacht werden, in das Wirtschaftlichkeitskalkül des Verursachers.
Ziel der Internalisierung ist es, die durch Marktversagen (allokative Marktmängel) entstandenen Ineffizienzen zu minimieren und so das Wohlfahrtsoptimum zu erreichen.

## Positive und negative externe Effekte des Wirtschaftssystems
Das Wirtschaftssystem erzeugt im Laufe seiner Funktionsweise positive und negative Effekte. Derzeit verschärfen sich die Probleme, die mit der Notwendigkeit verbunden sind, negative externe Effekte zu minimieren, die globale Risiken für das globale Wirtschaftssystem darstellen. Die akutesten Risiken betreffen die Nachhaltigkeit des Finanzsystems, die Umweltverschmutzung, den Klimawandel und den Ausbruch neuer tödlicher Krankheiten. Die Lösung des Problems der Minimierung negativer externer Effekte ist mit der Schaffung eines Mechanismus für die Bilanzierung von externen Effekten und eines Mechanismus verbunden, der die Wirtschaftssubjekte dazu anregt, die durch ihre Aktivitäten verursachten negativen externen Effekte zu minimieren und die positiven externen Effekte zu maximieren. 

## Unterscheidung
Allgemein kann man zwischen marktmäßigen und technologischen Externalitäten unterscheiden. Unter marktmäßigen (pekuniären) externen Effekten versteht man die Auswirkungen des Handelns einer Person (oder einer Gruppe von Personen o. ä.) auf einen zunächst unbeteiligten Dritten, welche durch übliche Marktprozesse ausgelöst werden. Beispielsweise wird ein Anstieg der Anzahl der BWL-Studenten zu einem Anstieg entsprechender Absolventen führen, die in den Markt drängen. Das wird sich wahrscheinlich auf Gehälter u. ä. für BWLer auswirken. Marktmäßige externe Effekte sind allerdings im Wesentlichen unproblematisch. Technologische Externalitäten hingegen sind aufgrund von nicht in Marktpreisen internalisierten Kostenarten und der damit verbundenen Fehlallokationen und entsprechender Ineffizienzen wirtschaftspolitisch von großem Interesse. 
Externe Effekte können in zwei Klassen unterteilt werden:
1. Pigou-Externalitäten: quantitativ, numerisch messbar
2. Coase-Externalitäten: qualitativ, keine eindeutige quantitative Bewertung

## Internalisierungsinstrumente
Die durch Externalitäten entstehenden Ineffizienzen können auf verschiedenen Wegen bewältigt und internalisiert werden. Internalisierung bedeutet dabei, dass dem verursachenden Wirtschaftsakteur ein (ökonomischer) Anreiz gegeben wird, die sozialen Zusatzeffekte in sein Entscheidungskalkül mit einzubeziehen, womit die entsprechenden Wohlfahrtsverluste
vermieden werden sollen. In der Praxis geschieht dies auf unterschiedlichen Wegen sowohl durch private als auch staatliche (öffentliche) Akteure. Immer geht es darum, möglichst eine Rückkehr zum volkswirtschaftlichen Optimum zu erreichen.

### Private Internalisierungsansätze
Gesellschaftliche Normen
Vor allem negative externe Effekte werden dadurch vermieden, dass sich die Akteure an Verhaltensregeln orientieren. Zum Beispiel laden Personen ihren Hausmüll nicht einfach auf der Straße ab, nicht etwa weil es die geschriebene öffentliche Ordnung vorschreibt, sondern weil sie sich an Normen orientieren: "Man tut so etwas einfach nicht."
Hilfsbereitschaft
In friedlichen, freiheitlichen Gesellschaften finden gemeinnützige Einrichtungen (Stiftungen, Vereine etc.) große Unterstützung bei privaten Akteuren in monetärer und auch natureller (etwa persönliches Engagement) Hinsicht. Somit gelingt es, das Angebot an positiven Externalitäten über das herkömmliche Marktergebnis hinaus auszuweiten.
Persönliches Verantwortungsempfinden
Wer seine CO2-Bilanz ausgleichen möchte, kann z. B. den durch Flüge entstandenen CO2-Ausstoß kompensieren.
Die Deutsche Bahn AG bietet diese Möglichkeit gleich beim Ticket-Kauf über die "Umwelt-Plus"-Option und verspricht dafür eine „Reise mit 100% Ökostrom“.
CO2-Emissionen kann sowohl der private Haushalt als auch der Arbeitgeber kompensieren. Die Deutsche Bundesregierung kompensiert zum Beispiel alle Dienstreisen „ab Beginn der laufenden Legislaturperiode“, also ab 22. Oktober 2013.
Eigeninteresse
Bei unternehmerischen Tätigkeiten kann es von Vorteil sein, Externalitäten (meist positive) miteinzubeziehen, etwa durch die Betätigung auf verschiedenen Geschäftsfeldern. So könnte beispielsweise ein Möbelhersteller sein Tätigkeitsfeld ausweiten und in die Aufforstung und den Schutz von Waldbeständen investieren.
Vertragliche Regelungen
Im Zuge der durch das Zivilrecht gewährleisteten Privatautonomie können Verträge zwischen privaten Akteuren abgeschlossen werden, welche die Auswirkungen von Externalitäten internalisieren (Zahlung von Ausgleichszahlungen, Patentrecht etc.). In diesem Zusammenhang spielt das sog. Coase-Theorem eine zentrale Rolle.

### Staatliche Internalisierungsansätze
Staatliche Eingriffe zur Korrektur ineffizienter Marktergebnisse aufgrund externer Effekte können zum einen in regulierenden, zum anderen in marktnahen Maßnahmen resultieren.
Regulierende (ordnungspolitische) Maßnahmen
Staatliche Regulierungen sind direkte Eingriffe in den Produktions- und somit Verschmutzungsprozess der Unternehmen. Dies kann etwa dadurch geschehen, dass bestimmte Emissionsgrenzwerte festgesetzt oder Umweltschutztechniken vorgeschrieben werden, meist unabhängig von der speziellen Situation der Unternehmen oder Wirtschaftszweige. Prinzipiell ist es auf diese Weise möglich, zu einer gesamtwirtschaftlich effizienten Lösung zu gelangen, aber aufgrund gesetzlicher Bestimmungen, mangelnder Information auf Seiten der Behörden oder anderer Schwierigkeiten sehr unwahrscheinlich. Für die betroffenen Unternehmen fehlt darüber hinaus meist ein ökonomischer Anreiz, die Verschmutzung unter die gesetzlich geforderten Werte zu senken. Deshalb sollten solche Maßnahmen nur eingesetzt werden, wenn die Erreichung eines bestimmten Zieles durch marktnähere Lösungen nicht erreicht werden kann.
Marktbasierte Maßnahmen
Zur Korrektur negativer externer Effekte stehen dem Staat prinzipiell zwei Möglichkeiten zur Verfügung. Eine dieser Möglichkeiten sind Emissionsgebühren, sog. Pigou-Steuern. Hierbei wird ein Preis für einen externen Effekt festgesetzt, der bei dessen Verursachung zu zahlen ist (bspw. 10 € pro Tonne Kohlendioxid-Ausstoß). Eine Pigou-Steuer schafft also einen Preis für das Recht einer bestimmten Menge an Umweltverschmutzungen. Für Unternehmen mit Grenzvermeidungskosten, die kleiner als der Steuersatz sind, wird ein Anreiz geschaffen, umweltfreundlicher zu produzieren, um somit die Steuerpflicht zu senken. Im Gegensatz zu den meisten gewöhnlichen Steuern generieren Pigou-Steuern Staatseinnahmen bei gleichzeitiger Effizienzsteigerung. Wird die Höhe der Steuer richtig berechnet, lässt sich das gesamtwirtschaftlich effiziente Niveau der Umweltverschmutzung erreichen. 
 Eine zweite mögliche, marktnahe Maßnahme ist der Zertifikatehandel. Durch den legalisierten Handel von Umweltzertifikaten (Verschmutzungszertifikate) wird durch den entstehenden Markt ebenfalls ein Preis für Verschmutzung gesetzt. Daraus resultierende Erlöse kommen jedoch nicht primär dem Staatshaushalt zugute, sondern besonders Unternehmen mit niedrigen Grenzvermeidungskosten. Unter bestimmten Bedingungen garantiert das Coase-Theorem auch hier eine aus Effizienzsicht optimale Verteilung der Ressourcen.
Oben genannte Ansätze fokussieren eher auf die Internalisierung negativer externer Effekte. Eine Internalisierung positiver externer Effekte erfolgt weitgehend analog, etwa über die Zahlung von Subventionen anstatt der Erhebung von Steuern.
Als Gegenbeispiel dazu können Kosten auch externalisiert werden. Hierbei werden die entstandenen und noch entstehenden Kosten in andere Regionen oder auf nachfolgende Generationen umgewälzt. Vor allem im klassischen Fall eines Marktversagens wird diese Alternative regelmäßig angewendet.

## Beurteilungskriterien
Die völlige Beseitigung von Externalitäten ist i. d. R. volkswirtschaftlich nicht optimal. Ziel einer effizienten Wirtschaftspolitik sollte deshalb sein, die „richtige Menge“ sowohl positiver als auch negativer externer Effekte herbeizuführen. Um die Zielerreichung der einzelnen Instrumente zu bewerten, stehen verschiedene Beurteilungskriterien zur Verfügung:
Statische Effizienz
Inwieweit führt ein bestimmtes Instrument zu einem Optimum in dem Sinne, dass ein vorgegebenes Ziel mit geringstmöglichem Aufwand (minimalen Kosten) erreicht wird.
Dynamische Effizienz
Inwieweit entstehen durch das Instrument Anreizwirkungen, über ein exogen vorgeschriebenes Maß hinaus tätig zu werden, um negative externe Effekte zu vermeiden oder positive möglichst kostengünstig bereitzustellen.
Treffsicherheit
Inwieweit erreicht ein Instrument das für die Externalität vorgegebene Ziel in der Realität.